# Холеви (Плонський повіт)
Холеви (пол. Cholewy) — село в Польщі, у гміні Плонськ Плонського повіту Мазовецького воєводства.
Населення — 162 особи (2011).
У 1975-1998 роках село належало до Цехановського воєводства.

## Демографія
Демографічна структура станом на 31 березня 2011 року:
|          | Загалом | Допрацездатний вік | Працездатний вік | Постпрацездатний вік |
| -------- | ------- | ------------------ | ---------------- | -------------------- |
| Чоловіки | 86      | 18                 | 59               | 9                    |
| Жінки    | 76      | 15                 | 44               | 17                   |
| Разом    | 162     | 33                 | 103              | 26                   |